# Trhový Štěpánov
Trhový Štěpánov (do roku 1912 Štěpánov, německy Markt Stiepanau) je město, které se nachází v okrese Benešov ve Středočeském kraji. Městem je od roku 1290 s výjimkou let 1954–2007. Žije zde přibližně 1 500 obyvatel.

## Poloha
Ve vzdálenosti 10 km západně leží město Vlašim, 25 km západně město Benešov, 27 km východně město Světlá nad Sázavou a 31 km jižně město Humpolec. Katastrem obce protéká Štěpánovský potok s přírodní rezervací stejného jména. Štěpánovský potok je levostranným přítokem řeky Sázavy.

## Historie
Sídlo bylo pravděpodobně založeno již před rokem 995 a jeho název se váže k vladykovi Štěpánovi z kmene Zličanů, jenž zde měl tvrz Štěpánov. Z roku 1108 pochází zápis o majitelích hradu z Leštna nad Sázavou, dnešního Lštění. Roku 1250 jej koupili Šternberkové a od roku 1235 byl Štěpánov majetkem pražských biskupů, z nichž Tobiáš z Bechyně roku 1290 obec povýšil na město. Za jeho působení byla vystavěna kamenná hradební zeď, za níž hledali úkryt v nebezpečných dobách obyvatelé města, a původní dřevěná tvrz, Štěpánovský dvůr, byla přestavěna na hrad. Za vlády posledních Přemyslovců bylo nedaleko Štěpánova objeveno zlato, díky čemuž do města přišly celé hornické rodiny a významně tak rozšířily počet jeho obyvatel. Roku 1390 těžba zlata skončila, horníci odtud odcházeli a město zchudlo, v první polovině 15. století Štěpánov přestal být majetkem světským a obyvatelé se připojili k husitství, jehož kněží zde působili mezi lety 1421 a 1624. Město bylo nadále střediskem kraje, obchodu i náboženského života – hrad spravovali husité a byl rovněž oporou oblastního husitského hnutí. Po neslavném konci hnutí získal Štěpánov roku 1436 od císaře Zikmunda Mikuláš Trčka z Lípy. Ve druhé polovině 16. století město na několik let získalo svobodu, když jej koupili sami měšťané, ale dostali se do dluhů a požádali o prodej.
Po bitvě na Bílé hoře plenilo kraj císařské vojsko, rozšířily se bída, hlad a nemoci a obec upadala. Majitelkami se pak postupně staly hraběnka Maxmiliána Spaarova z Waldštejna, hraběnka Františka Benigna z Weissenwolfu (1687) a její vnučka Marie Josefa, jež se provdala za knížete Auersperka. V majetku rodu Štěpánov zůstal až do roku 1848. V roce 1741 požár ve městě zničil zámek i mnoho domů a Auersperkové na obnově zámku neměli zájem, proto pustl a jako památka po něm zůstaly pouze zbytky zdí a kámen ze zámecké brány z r. 1668, jenž je zazděn ve zdi domu čp.  26 naproti obecnímu úřadu. Další požár roku 1865 přispěl k založení Sboru dobrovolných městských hasičů.
Dne 6. září 1912 byl městu vrácen název ze starých listin – Trhový Štěpánov. V listopadu 1920 byla ve městě založena tělocvičná jednota Sokol a téhož roku se domů vrátily přeživší tři čtvrtiny legionářů z 1. světové války. Roku 1938 byla v Trhovém Štěpánově zavedena elektřina, během protektorátu pak bylo zatčeno i několik místních občanů, a osvoboditelské vojsko Sovětského svazu tudy projelo až 12. května 1945. Roku 1954 byl Štěpánovu odebrán status města, jejž znovu nabyl až 12. dubna 2007 – do té doby byl pouhou střediskovou obcí.

### Územněsprávní začlenění
Dějiny územněsprávního začleňování zahrnují období od roku 1850 do současnosti. V chronologickém přehledu je uvedena územně administrativní příslušnost obce v roce, kdy ke změně došlo:
- 1850 země česká, kraj České Budějovice, politický okres Benešov, soudní okres Vlašim[6]
- 1855 země česká, kraj Tábor, soudní okres Vlašim
- 1868 země česká, politický okres Benešov, soudní okres Vlašim
- 1937 země česká, politický i soudní okres Vlašim[7]
- 1939 země česká, Oberlandrat Německý Brod, politický i soudní okres Vlašim[8]
- 1942 země česká, Oberlandrat Praha, politický okres Benešov, soudní okres Vlašim[9]
- 1945 země česká, správní i soudní okres Vlašim[10]
- 1949 Pražský kraj, okres Vlašim[11]
- 1960 Středočeský kraj, okres Benešov
- 2003 Středočeský kraj, okres Benešov, obec s rozšířenou působností Vlašim

### Rok 1932
Ve městě Trhový Štěpánov (přísl. Štěpánovská Lhota, 1188 obyvatel, poštovní úřad, telegrafní úřad, telefonní úřad, četnická stanice, katol. kostel) byly v roce 1932 evidovány tyto živnosti a obchody: lékař, autodoprava, cihelna, drogerie, holič, 5 hostinců, 2 koláři, 2 kováři, 3 kožišníci, 4 krejčí, malíř, 4 mlýny, obchod s obuví Baťa, 2 obuvníci, 2 pekaři, 2 pily, 2 porodní asistentky, pokrývač, 3 řezníci, 2 sklenáři, 8 obchodů se smíšeným zbožím, Spořitelní a záložní spolek pro Trhový Štěpánov, Občanská záložna ve Vlašimi, Okresní hospodářská záložna ve Vlašimi, stavitel, továrna na hospodářské stroje, švadlena, 2 trafiky, 6 truhlářů, zámečník.
V obci Sedmpány (222 obyvatel, samostatná obec se později stala součástí Trhového Štěpánova) byly v roce 1932 evidovány tyto živnosti a obchody: lesní družstvo, 3 hostince, 2 koláři, kovář, krejčí, 26 rolníků, řezník, 2 obchody se smíšeným zbožím, trafika.
V obci Střechov (přísl. Dubovka, 465 obyvatel, samostatná obec se později stala součástí Trhového Štěpánova) byly v roce 1932 evidovány tyto živnosti a obchody: 2 hostince, kolář, kovář, krejčí, 2 mlýny, 3 obuvníci, obchod se smíšeným zbožím, Spořitelní a záložní spolek pro Střechov, 2 trafiky, velkostatek Správy státních lesů.

## Současnost
Ve městě se nachází mateřská a základní škola, knihovna, pošta, několik lékařských ordinací, restaurací a obchodů. V roce 1998 byla celá obec plynofikována, od roku 2001 vlastní Trhový Štěpánov městský prapor. Sdružení několika desítek obcí z oblasti zřídilo v roce 1995 odborně řízenou ekologickou skládku.
České dráhy i linkové autobusy zajišťují dobrou dopravní obslužnost, 4 km severovýchodně od města (u Soutic) je navíc zbudován nájezd na dálnici D1 Praha - Brno. V obci existují fotbalový klub, golfový klub Atrium Golf Club a znormované devítijamkové golfové hřiště, klub stolního tenisu, Klub aktivního stáří a Občanské sdružení zahrádkářů, působí zde Římskokatolická církev a Církev bratrská.

## Části obce
- Dalkovice
- Dubějovice
- Sedmpány
- Střechov nad Sázavou
- Štěpánovská Lhota
- Trhový Štěpánov

Od 1. ledna 1980 do 31. prosince 1991 k městu patřily i Soutice.

## Významné osobnosti
- Karel Kolman (1892–1962), ředitel škol, kronikář, spisovatel, básník a vlastivědný pracovník[18]
- Jiřina Pastrnková (1908–1978?), sklářská výtvarnice
- Josef Tříška (1885 Trhový Štěpánov – 1967 Praha), akademický malíř a pedagog
- Zdeněk Jandejsek (* 1954 Ledeč nad Sázavou) je podnikatel, předseda představenstva společnosti Rabbit CZ a prezident Agrární komory ČR
- František Tomaides (1874-1939) zakladatel továrny na hospodářské stroje v Trhovém Štěpánově.[19]
- Josef Tomaides II (1934–2009),  učitel, starosta v Trhovém Štěpánově a to v letech 1990 až 2007, poté zastával funkci místostarosty.[20]

## Pamětihodnosti
- Kostel svatého Bartoloměje
- Židovský hřbitov na jih od města nedaleko železniční stanice, jenž byl významně upraven na začátku 90. let 20. století[4]
- Socha svatého Jana Nepomuckého u pošty
- Trhový Štěpánov (zámek) – nedochoval se
- Muzeum Štěpánovska
- Výstavní síň akademického malíře Josefa Tříšky, který obci daroval několik obrazů, zbudovaná roku 1971
- Spící dáma – lípa zasazená v roce 1898 k výročí 50 let panování císaře Františka Josefa I.
- Spolkový dům zrekonstruovaný a otevřený v roce 2012

## Doprava
Katastrem prochází dálnice D1, silnice II/126 (Vlašim) – Trhový Štěpánov – Zruč nad Sázavou – Kutná Hora a silnice II/127 Načeradec – Zdislavice – Trhový Štěpánov. Silnice III. třídy jsou:
- III/12517 Soušice – Střechov nad Sázavou – Štěpánovská Lhota – Dalkovice – Trhový Štěpánov
- III/1261 Trhový Štěpánov – Dubějovice – Sedmpány – Keblov
- III/1265 Hulice – Sedmpány

Ve městě končí železniční trať 222 Benešov u Prahy – Vlašim – Trhový Štěpánov, je to jednokolejná regionální trať. Do roku 1974 jezdily vlaky až do Dolních Kralovic. Z důvodu výstavby vodní nádrže Švihov – Želivka byla trať zkrácena do Trhového Štěpánova. Mezi Vlašimí a Dolními Kralovicemi byla zahájena doprava roku 1902. Do koncové železniční stanice Trhový Štěpánov jezdilo v pracovních dnech roku 2012 10 osobních vlaků, o víkendu 8 osobních vlaků. Od prosince 2021 je mezi Vlašimí a Trhovým Štěpánovem provozován pouze turistický víkendový provoz, pravidelná osobní doprava z Benešova byla zrušena.
Městem v roce 2012 jezdily autobusové linky např. do těchto cílů: Benešov, Dolní Kralovice, Kácov, Praha, Vlašim, Zruč nad Sázavou.

## Turistika
- Cyklistika – Městem vedou cyklotrasy č. 0004 Vlašim – Zdislavice – Trhový Štěpánov – Nesměřice a č. 0071 Čechtice – Trhový Štěpánov – Český Šternberk.

- Pěší turistika – Městem vede turistická trasa  Vlašim – Trhový Štěpánov – Křivsoudov – Snět.

## Fotografie

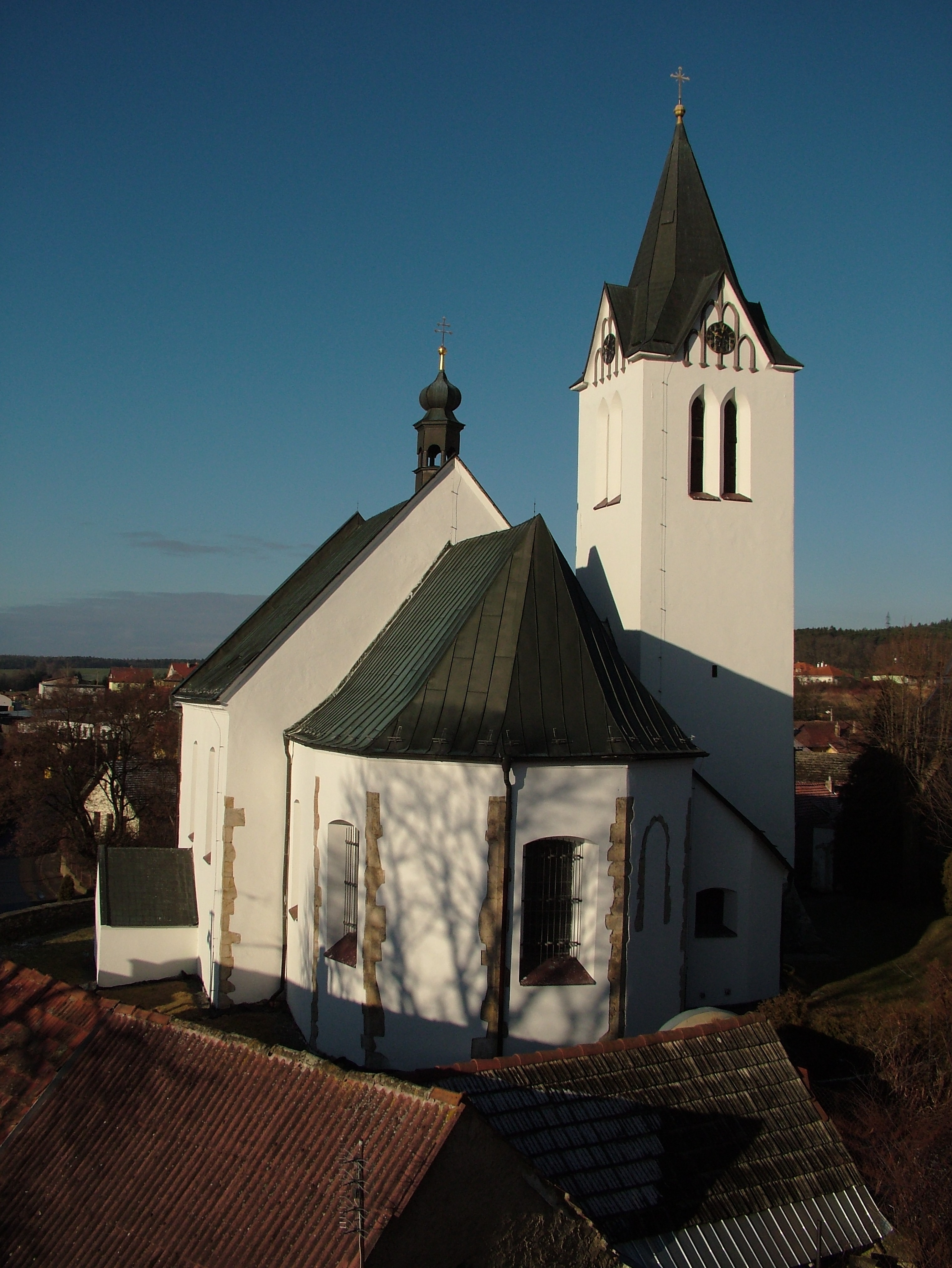
Kostel sv. Bartoloměje
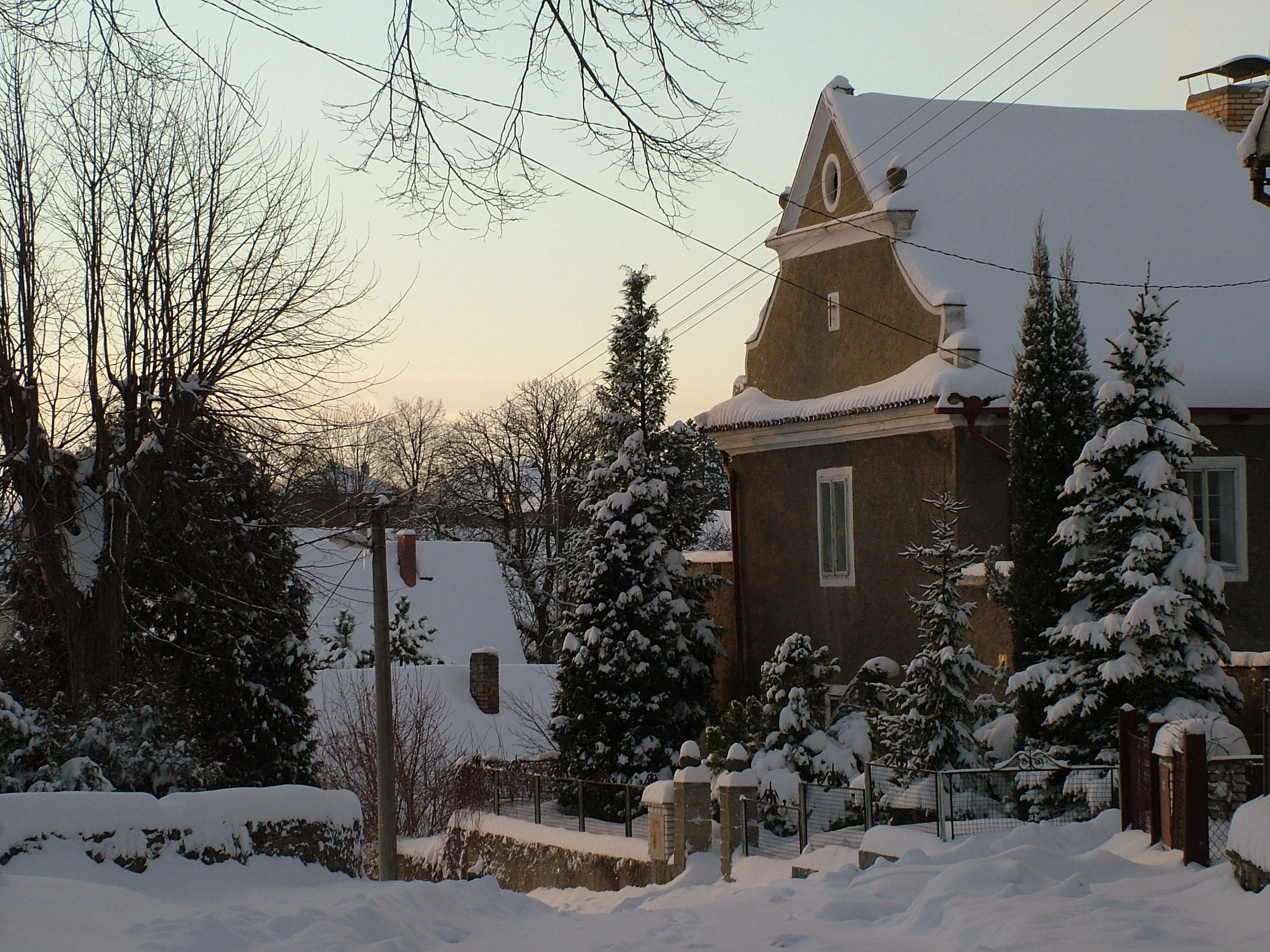
Zasněžená fara
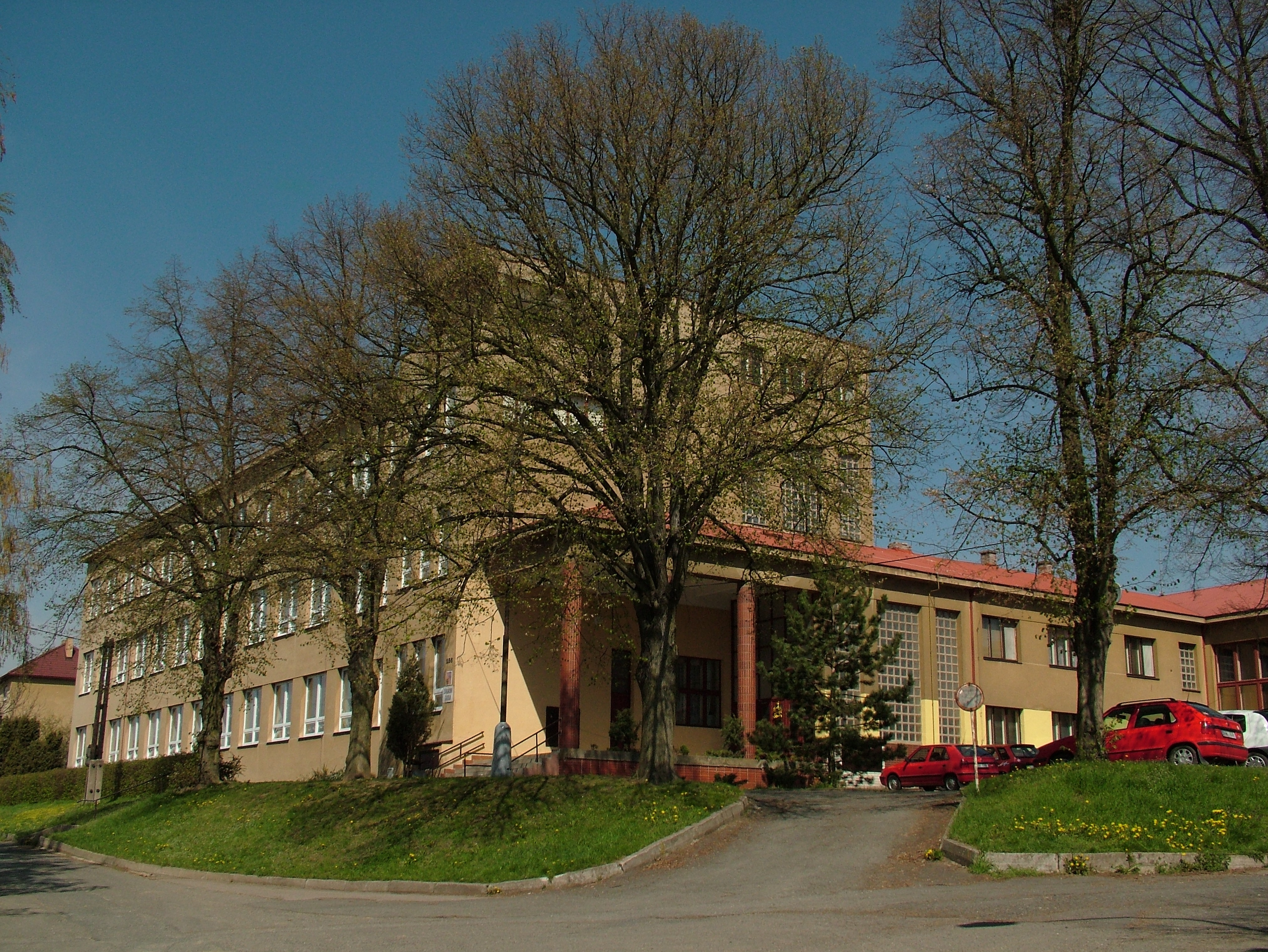
Základní škola
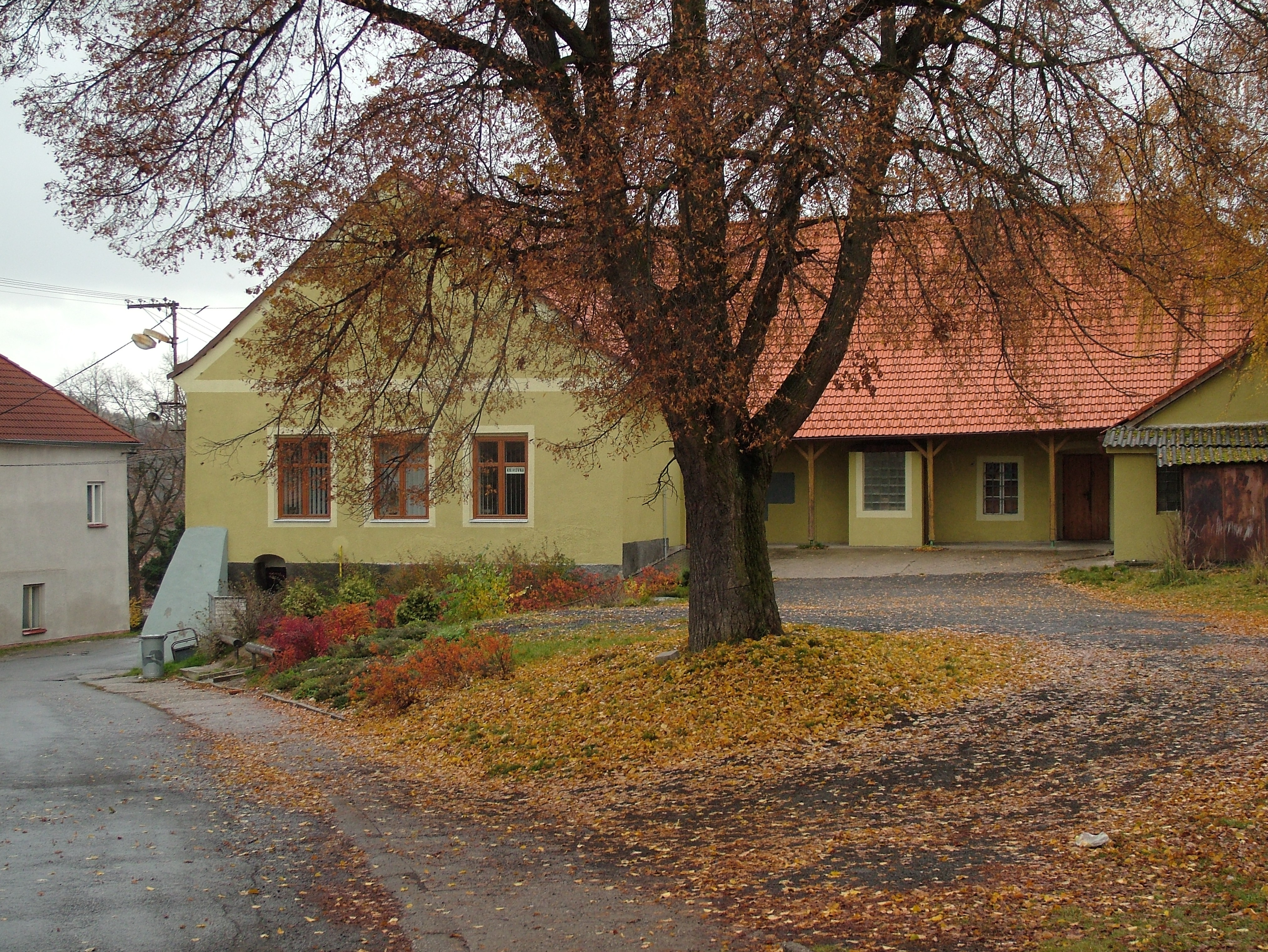
Knihovna
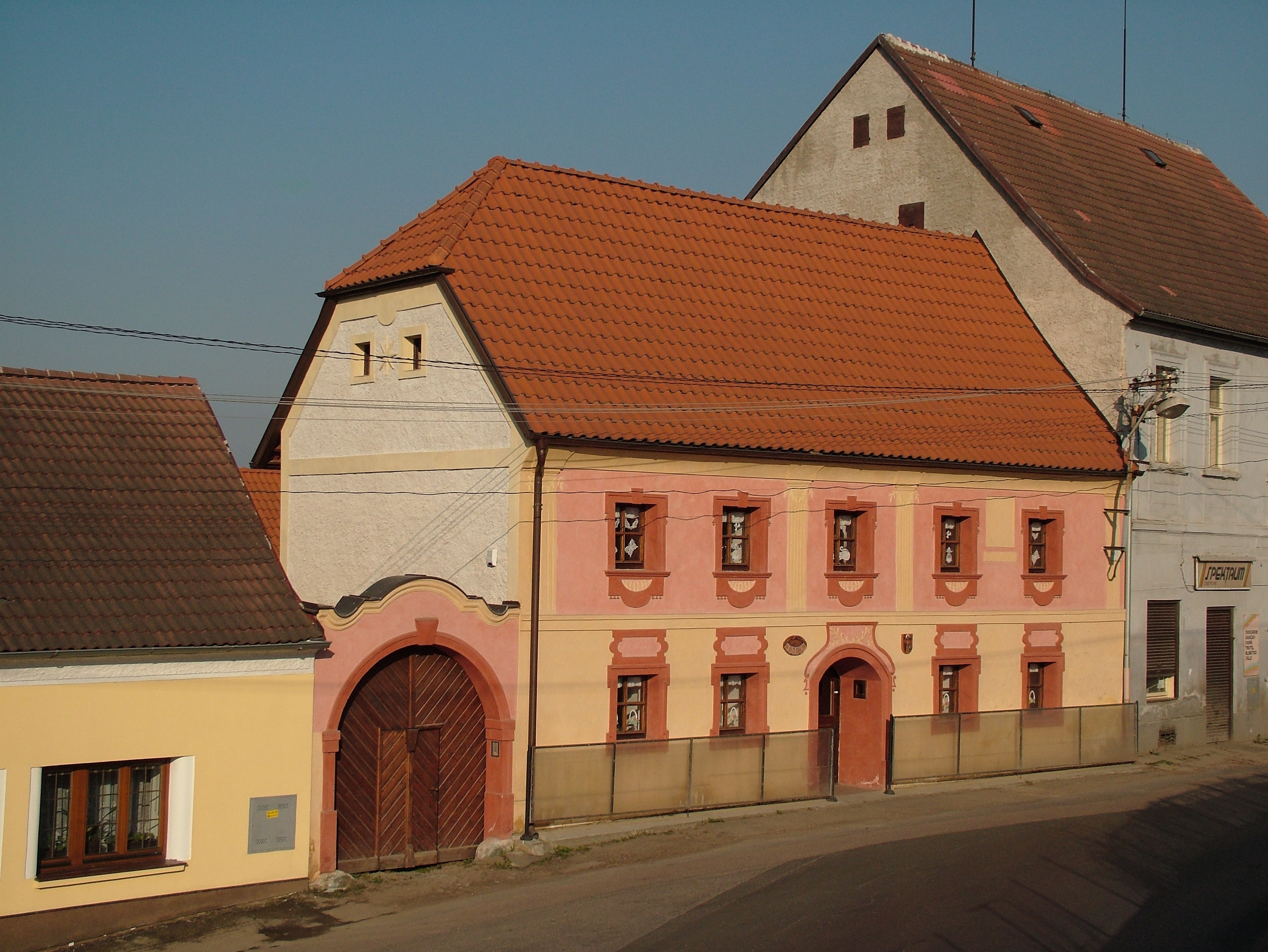
Spolkový dům a muzeum
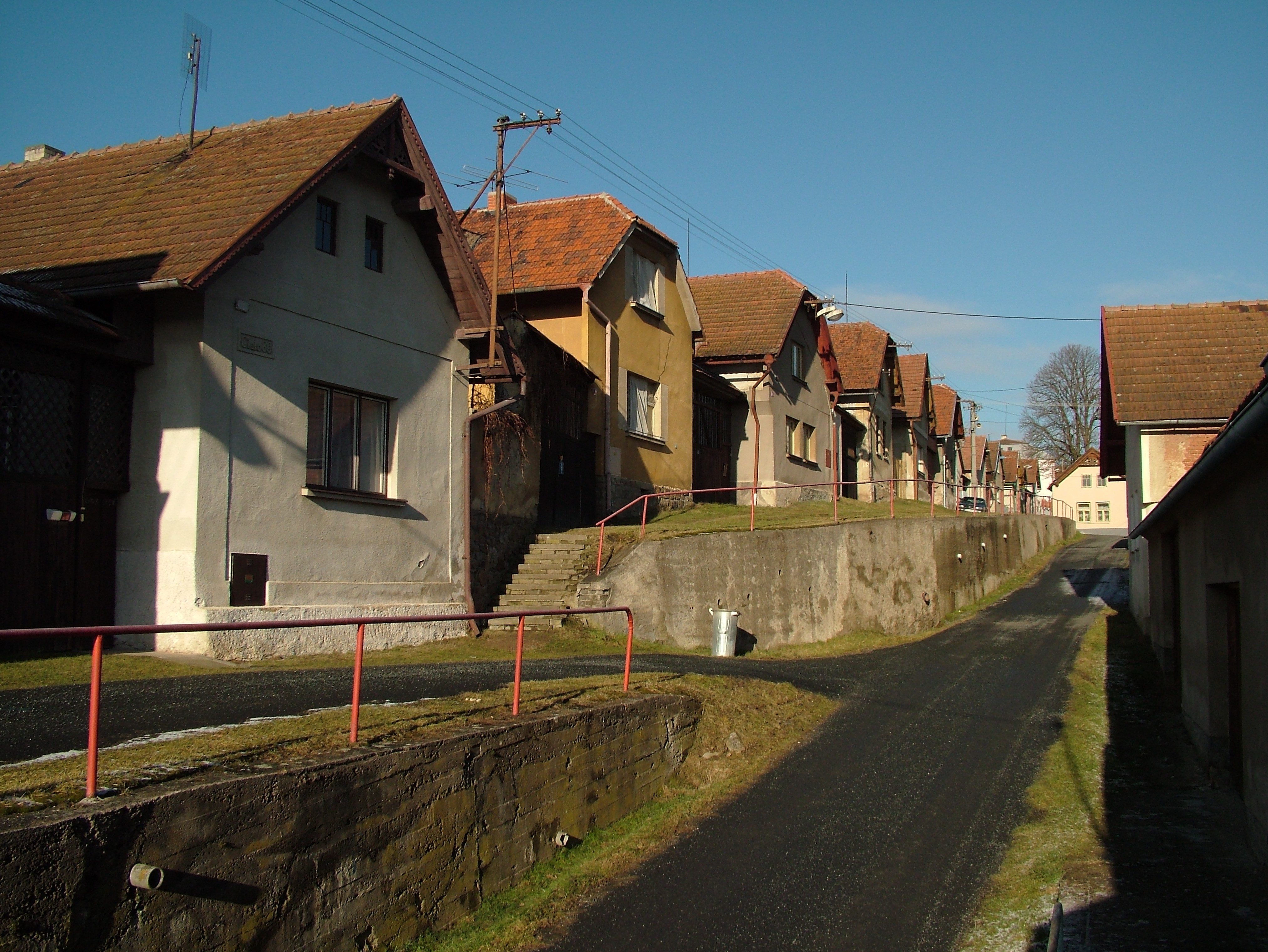
Stará zástavba v centru města
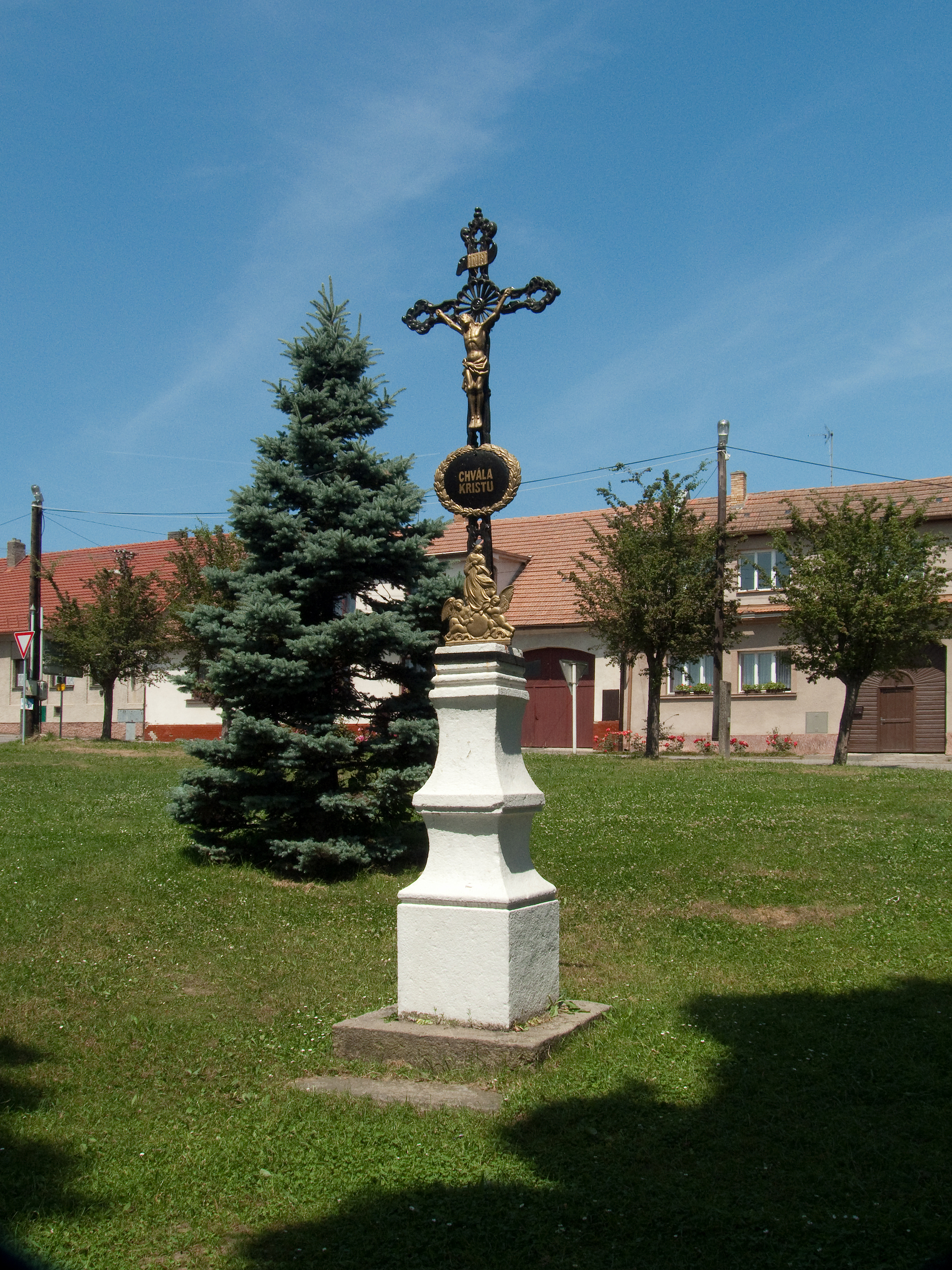
Křížek na náměstí
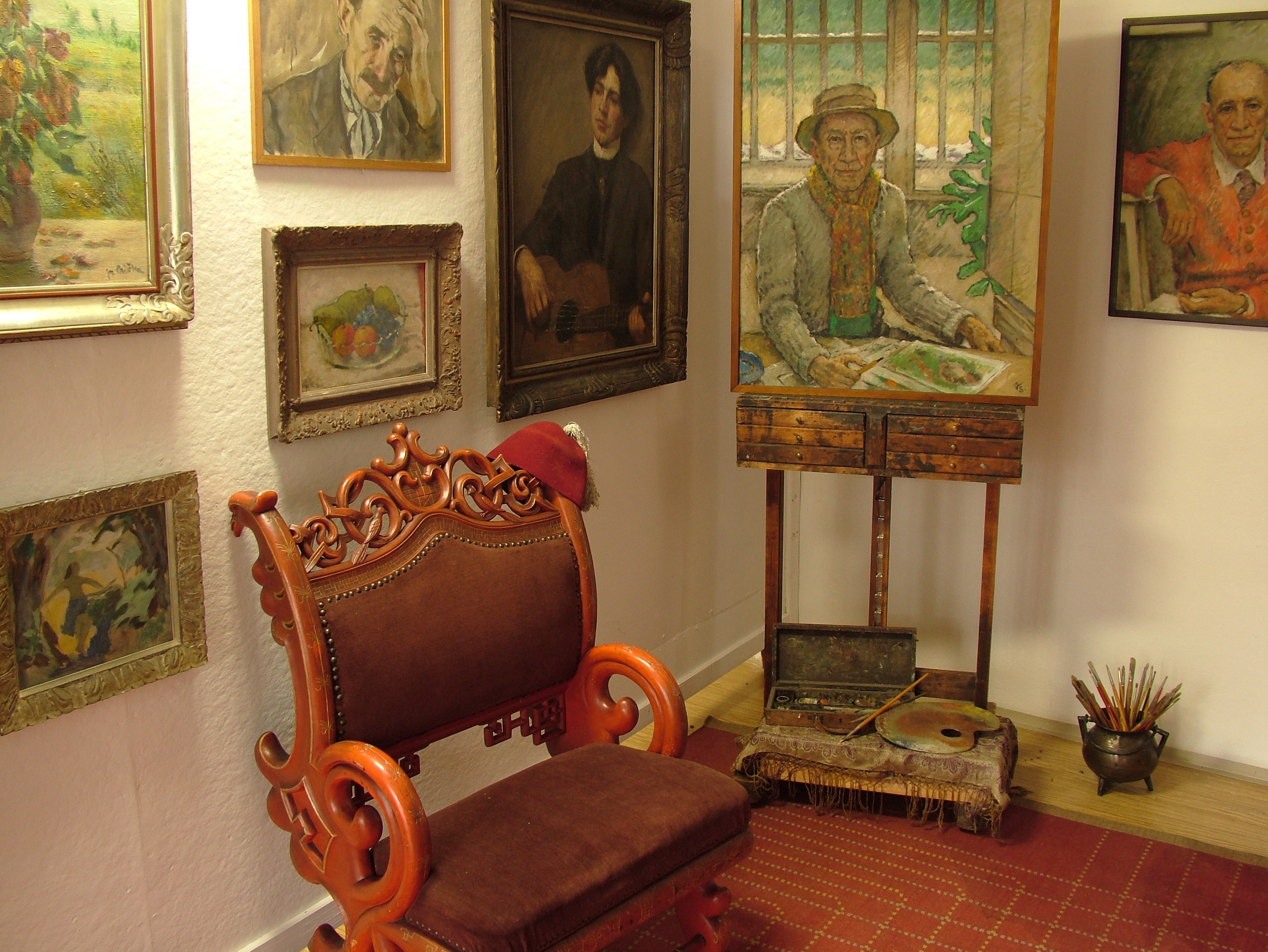
Výstavní síň akademického malíře Josefa Tříšky
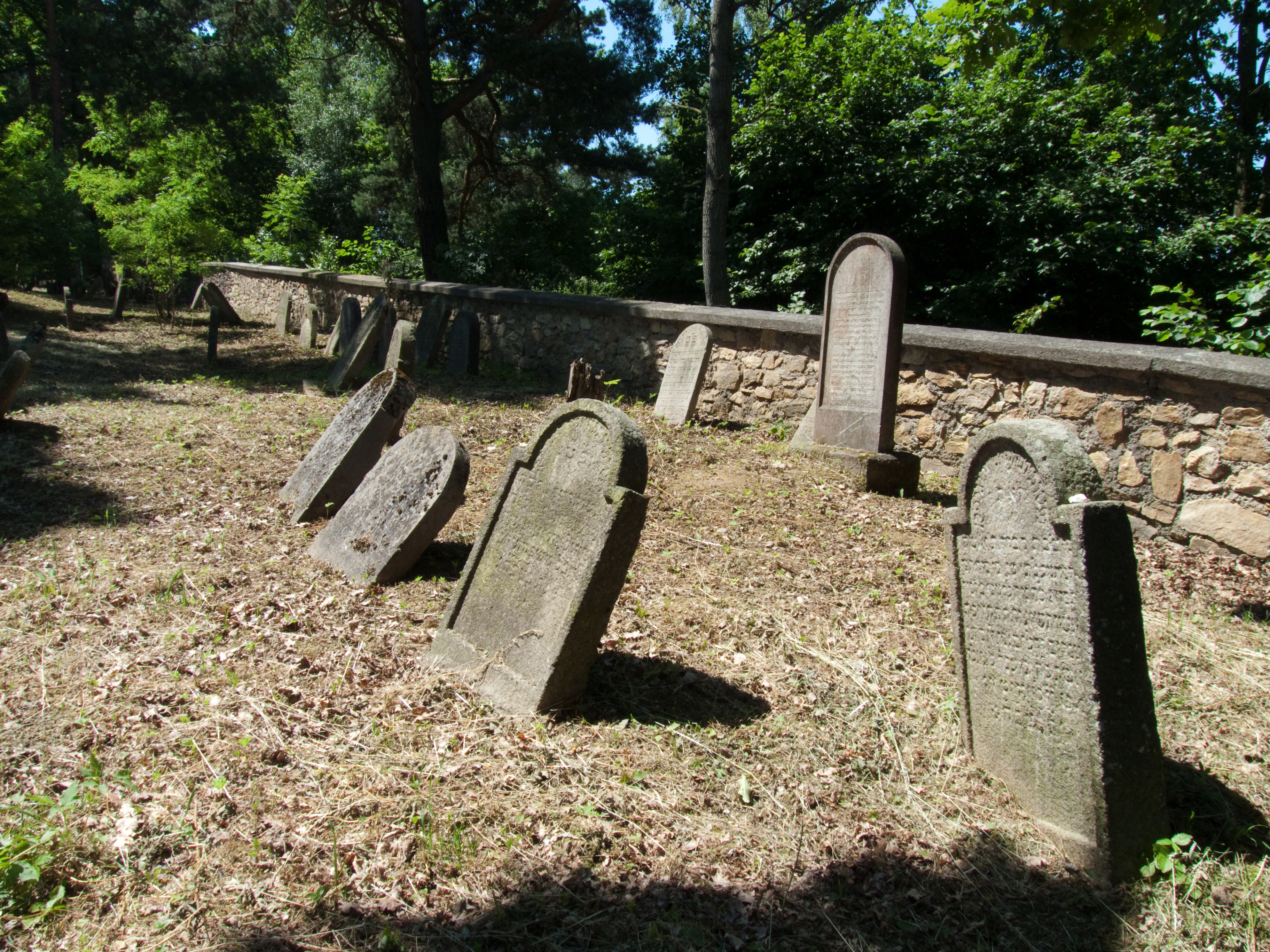
Náhrobky na židovském hřbitově
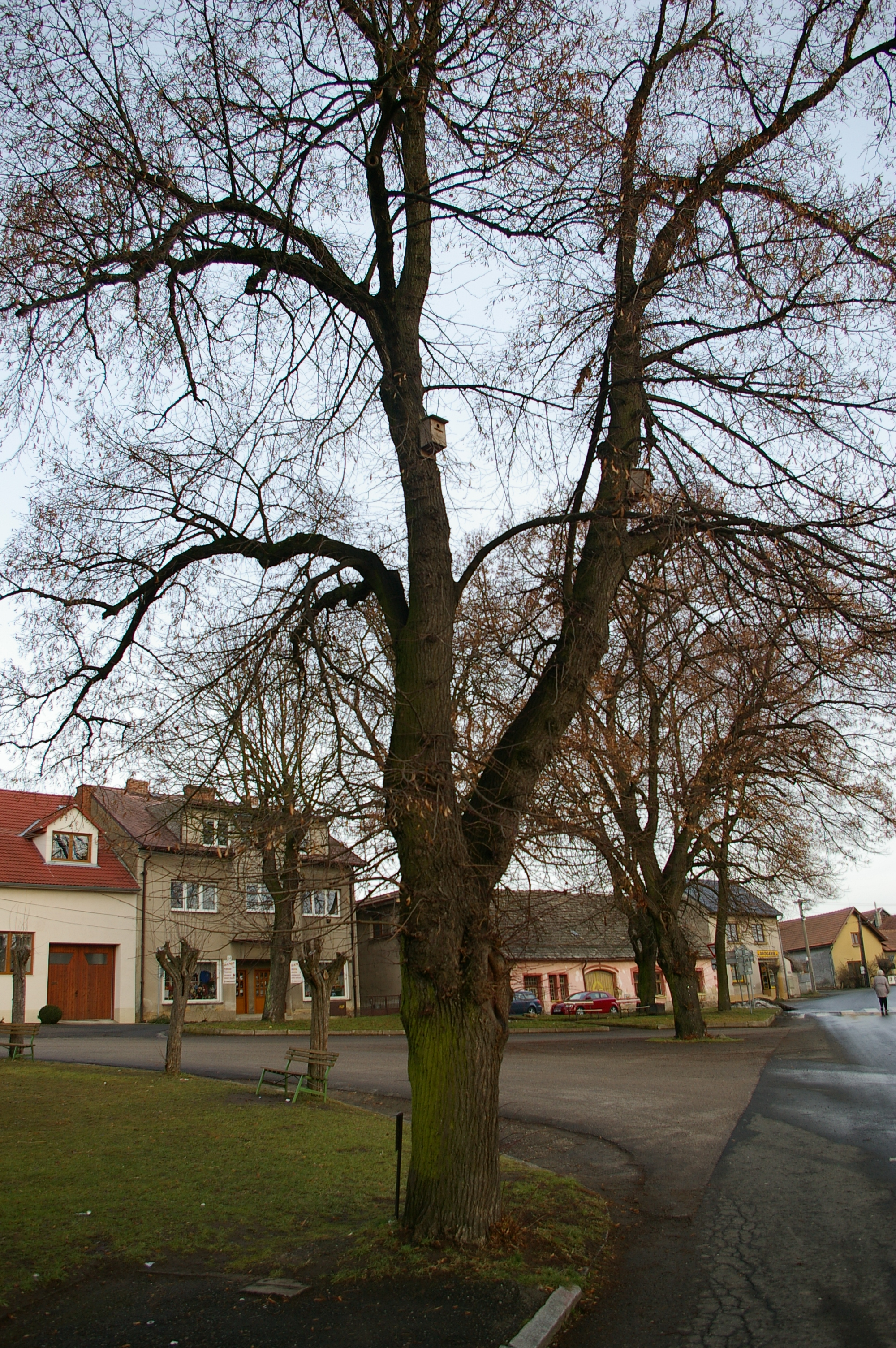
Lípa Spící dáma na náměstí města